# Односи Србије и Еритреје
Односи Србије и Еритреје су инострани односи Републике Србије и Државе Еритреје.

## Билатерални односи
Дипломатски односи са Еритрејом су успостављени 2012. године.
Амбасада Републике Србије у Најробију (Кенија) радно покрива Еритреју.
Еритреја је гласала против пријема Косова у УНЕСКО 2015.

### Економски односи
- У 2020. години забележен је само симболичан увоз из Еритреје од пар хиљада америчких долара.
- У 2019. такође је остварен само увоз у износу од 15.000 УСД.
- У 2018. години у Србију је само увезено робе вредне само 12 хиљада америчких долара.[4]